# Muschelkalkmuseum Hagdorn

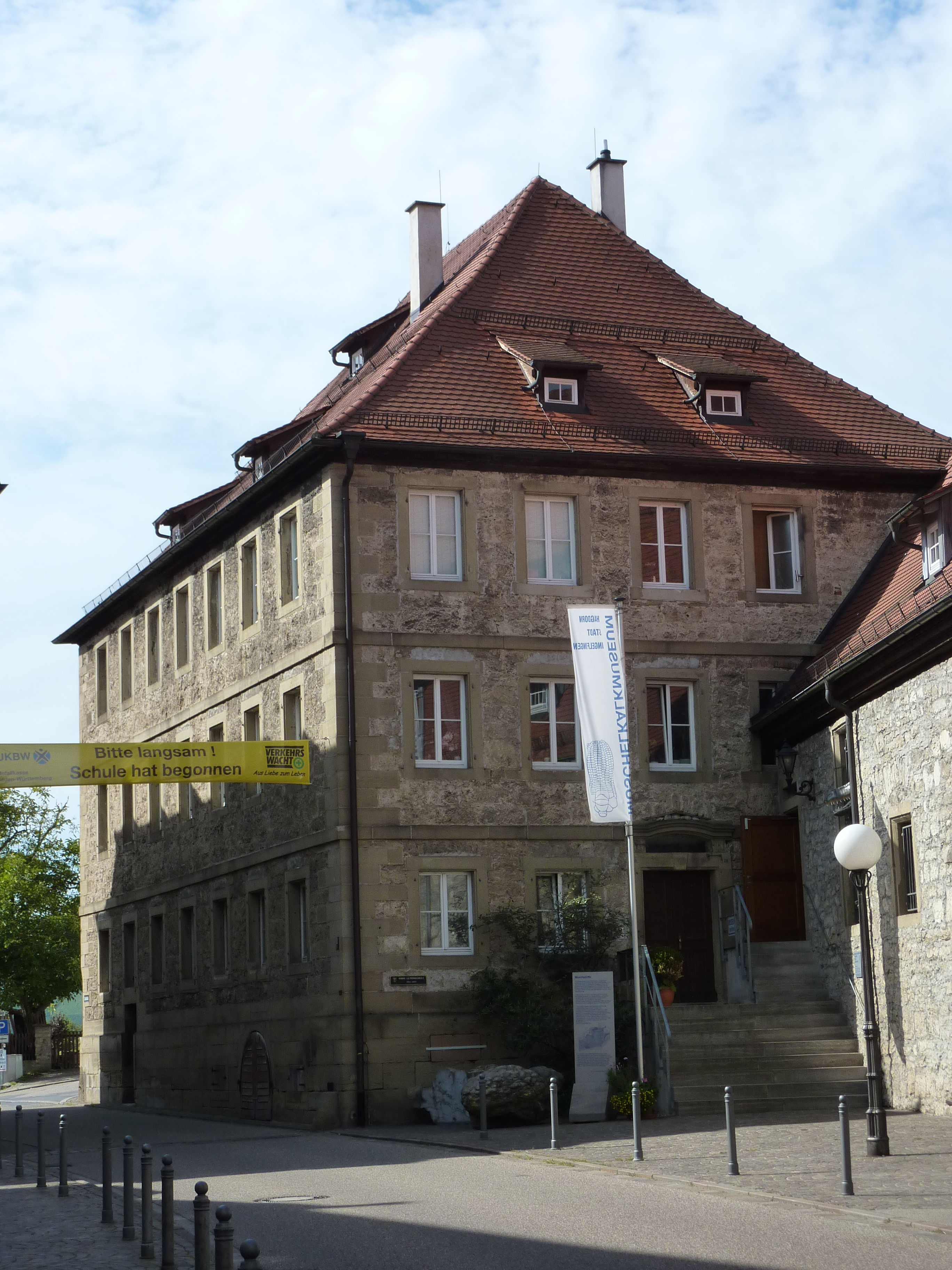
Muschelkalkmuseum

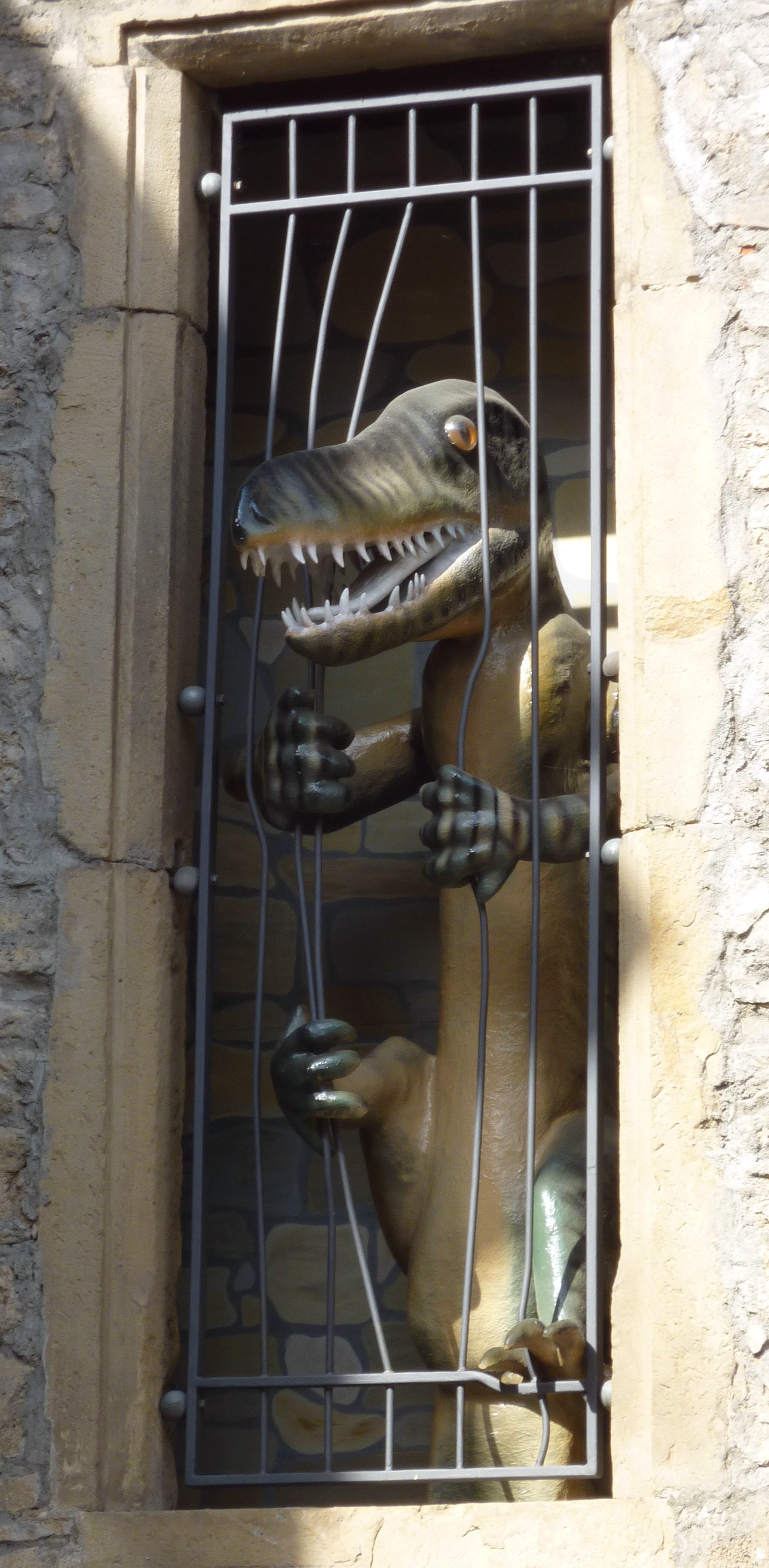
Fassadenschmuck

Das Muschelkalkmuseum Hagdorn in der Schlossstraße 3 in Ingelfingen ist ein geologisches und paläontologisches Museum im deutschen Baden-Württemberg.

## Exponate
Thema der Dauerausstellung ist die Triaszeit in Mitteleuropa. Damals herrschten dort subtropische Bedingungen. Ungefähr acht Millionen Jahre lang war das heutige Festland vom Muschelkalkmeer bedeckt. Im Muschelkalkmuseum sind fossile Überreste der einstigen Meeresbewohner wie Seelilien und Panzerlurche zu sehen. Die Ausstellungsstücke stammen vorrangig aus Deutschland, Frankreich und Polen.
Über die Grenzen Europas hinaus gehen eine Spezialausstellung mit triaszeitlichen Seelilien und anderen Stachelhäutern aus China und eine Präsentation zur Stammesgeschichte der Seeigel.
Ferner werden Gesteine und Mineralien präsentiert. Einen Schwerpunkt bildet die Erdgeschichte des Kochertals, das von Schotterbänken und Kalksintern geprägt ist. Der Kocher hat sich wie die weitgehend parallel verlaufende Jagst im Laufe der Jahrhunderte tief in die verschiedenen Gesteinsschichten eingegraben. Im etwa 200 m tiefen Ingelfinger Tal hat sich der Fluss durch den Muschelkalk bis zum obersten Buntsandstein hinabgearbeitet. An den Südhängen ist eine Dreigliederung von Oberem, Mittlerem und Unterem Muschelkalk zu erkennen. Während bei der oberen und der unteren Schicht, die besonders hart sind, steile Abhänge vorherrschen, ist im Mittleren Muschelkalk, der deutlich weicher war, durch Auswaschung eine flachere Neigung des Geländes entstanden.
Weinbauern trugen die Muschelkalkbrocken zu Lesesteinhäufen und Steinriegeln zusammen, die die Parzellengrenzen der Weinberge markierten und für die fränkische Weinbaulandschaft typisch sind.
Eine Bohrung bei Ingelfingen wurde bis in eine Tiefe von mehr als 800 m getrieben und offenbarte die Schichtenfolge der Gesteine. Die Ergebnisse werden ebenso wie Exponate zur historischen Bohrtechnik im Muschelkalkmuseum gezeigt.
Im Magazin des Museums befinden sich rund 50.000 Einzelstücke.

## Sonstiges
Das Museum wird von Hans Hagdorn, der Stadt Ingelfingen und der 1998 gegründeten Alberti-Stiftung der Hohenloher Muschelkalkwerke getragen. Es befindet sich seit 1996 in der Inneren Kelter und ist am Sonntag sowie von Mai bis Oktober auch mittwochs und samstags geöffnet. 2009 wurde das Museum umgebaut und erweitert, so dass die Ausstellungsfläche nun rund 600 m² groß ist. Zum bisherigen Bestand kam die Sammlung von Werner Kugler hinzu, den der Focus als Deutschlands „Saurierkönig“ bezeichnete. Stiftungen und Leihgaben zahlreicher Institutionen ergänzten die Bestände.

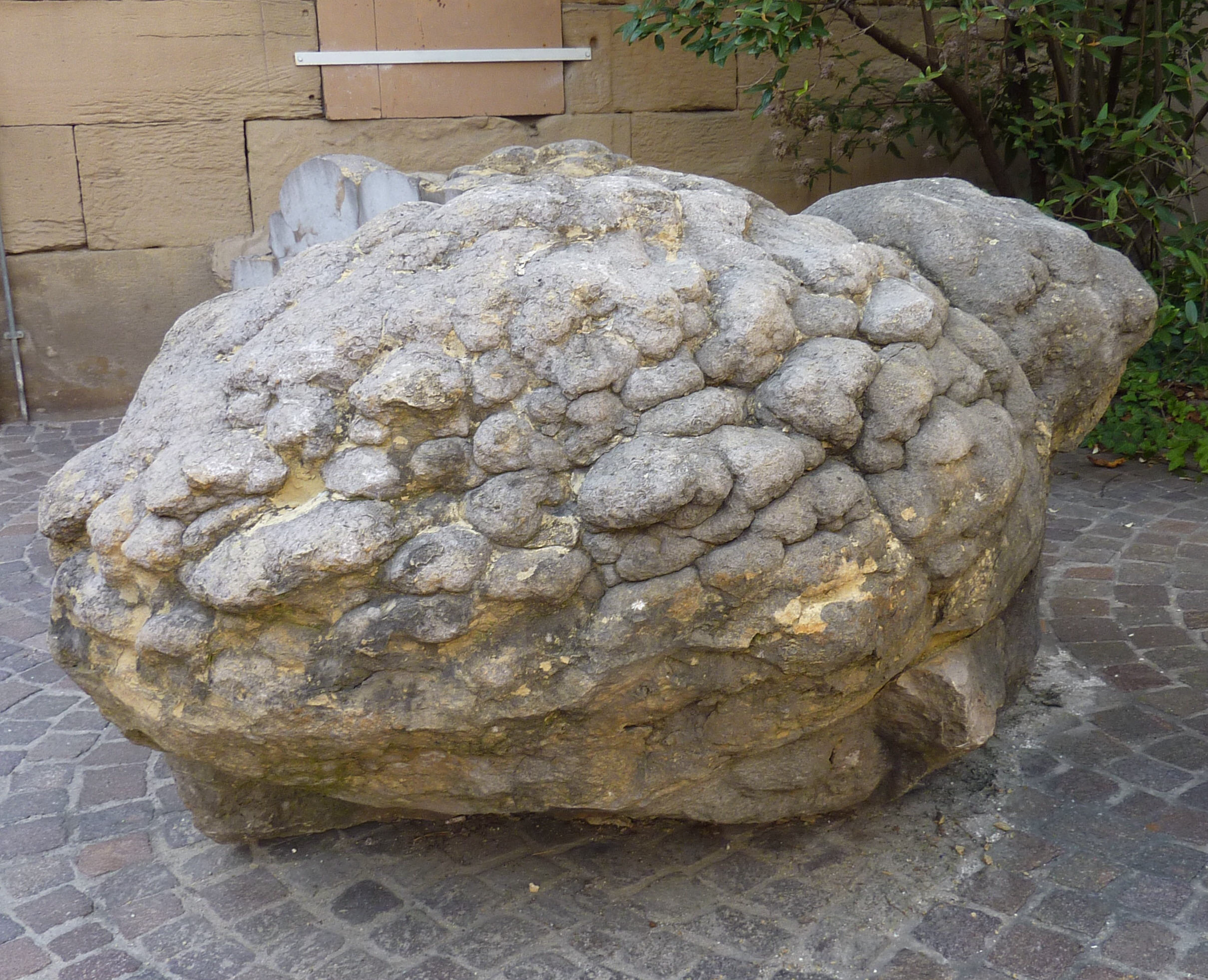
Teil eines Placunopsisriffs
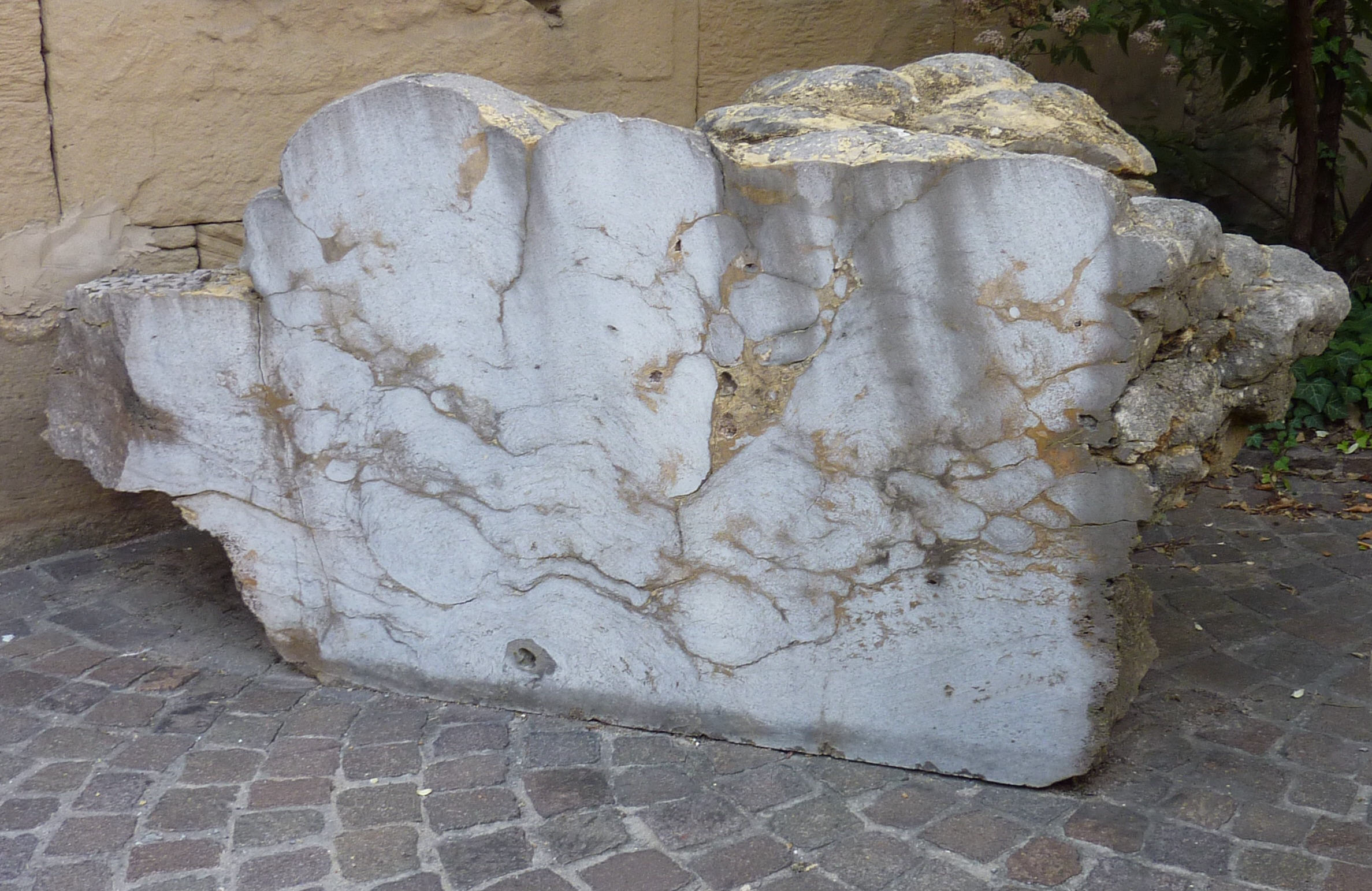
Teil eines Placunopsisriffs